# Задача-блок
Задача-блок или блокова задача (на английски: block) е задача с начална позиция, в която белите имат готов отговор на всеки ход на черните. Има няколко форми на блокове (главно двуходови):
а) непълен блок (на английски: incomplete block) – матът е готов за всеки ход освен един (непълен цугцванг за черните); при това началният ход на белите подготвя отговор и на този ход;
б) с чакащ 1-ви ход (на английски: waiter) – всички подготвени матове остават непроменени (пълен цугцванг за черните);
в) с добавяне на игра – добавят се нови варианти в допълнение към наличните в началната позиция;
г) с промяна на матовете за някои или всички ходове на черните (на английски: mutate) – най-често срещаната форма, вижте примери № 1 и 2;
д) с преход от цугцванг към заплаха в решението (на английски: mutateblock–threat) - случаите г) и д) често се свързват със задачи на тема „промяна на играта“;
е) с продължаваща игра (продължаващи задачи) – първоначално задачата се изпълнява в изходната позиция, след това след I-я ход на белите при решаването на първата задача възниква нова позиция с подобна задача и т.н.; в случай, че в нова позиция решението е да се върнете към началната позиция на предишната задача, се говори за „вечно движение“ („перпетуум мобиле“) или блокова задача „тип махало“ („махален тип“), вж. пример № 2;
ж) псевдодвуходовка, псевдотриходовка и т.н. (на английски: pseudo-twomover, pseudo-threemover etc.) – в дадената позиция без начален ход на фигурите, които трябва да изпълнят заданието, задачата се изпълнява в 2 хода (3 или повече), но след техен начален ход са необходими по-голям брой ходове за решаване, вижте пример № 3.

## Примери
|   | a | b | c | d | e | f | g | h |   |
| 8 | бял офицер на черно поле a7 · бяла дама на черно поле g7 · бяла пешка на бяло поле c6 · бяла пешка на бяло поле e6 · черна пешка на черно поле h6 · черна пешка на черно поле a5 · бял кон на бяло поле b5 · черен цар на бяло поле d5 · черен кон на черно поле g5 · бял топ на бяло поле h5 · бяла пешка на бяло поле a4 · черна пешка на черно поле d4 · бяла пешка на бяло поле g4 · черна пешка на бяло поле b3 · черен офицер на черно поле c3 · бял кон на бяло поле d3 · бяла пешка на черно поле b2 · бял цар на бяло поле e2 · бял топ на черно поле c1 | бял офицер на черно поле a7 · бяла дама на черно поле g7 · бяла пешка на бяло поле c6 · бяла пешка на бяло поле e6 · черна пешка на черно поле h6 · черна пешка на черно поле a5 · бял кон на бяло поле b5 · черен цар на бяло поле d5 · черен кон на черно поле g5 · бял топ на бяло поле h5 · бяла пешка на бяло поле a4 · черна пешка на черно поле d4 · бяла пешка на бяло поле g4 · черна пешка на бяло поле b3 · черен офицер на черно поле c3 · бял кон на бяло поле d3 · бяла пешка на черно поле b2 · бял цар на бяло поле e2 · бял топ на черно поле c1 | бял офицер на черно поле a7 · бяла дама на черно поле g7 · бяла пешка на бяло поле c6 · бяла пешка на бяло поле e6 · черна пешка на черно поле h6 · черна пешка на черно поле a5 · бял кон на бяло поле b5 · черен цар на бяло поле d5 · черен кон на черно поле g5 · бял топ на бяло поле h5 · бяла пешка на бяло поле a4 · черна пешка на черно поле d4 · бяла пешка на бяло поле g4 · черна пешка на бяло поле b3 · черен офицер на черно поле c3 · бял кон на бяло поле d3 · бяла пешка на черно поле b2 · бял цар на бяло поле e2 · бял топ на черно поле c1 | бял офицер на черно поле a7 · бяла дама на черно поле g7 · бяла пешка на бяло поле c6 · бяла пешка на бяло поле e6 · черна пешка на черно поле h6 · черна пешка на черно поле a5 · бял кон на бяло поле b5 · черен цар на бяло поле d5 · черен кон на черно поле g5 · бял топ на бяло поле h5 · бяла пешка на бяло поле a4 · черна пешка на черно поле d4 · бяла пешка на бяло поле g4 · черна пешка на бяло поле b3 · черен офицер на черно поле c3 · бял кон на бяло поле d3 · бяла пешка на черно поле b2 · бял цар на бяло поле e2 · бял топ на черно поле c1 | бял офицер на черно поле a7 · бяла дама на черно поле g7 · бяла пешка на бяло поле c6 · бяла пешка на бяло поле e6 · черна пешка на черно поле h6 · черна пешка на черно поле a5 · бял кон на бяло поле b5 · черен цар на бяло поле d5 · черен кон на черно поле g5 · бял топ на бяло поле h5 · бяла пешка на бяло поле a4 · черна пешка на черно поле d4 · бяла пешка на бяло поле g4 · черна пешка на бяло поле b3 · черен офицер на черно поле c3 · бял кон на бяло поле d3 · бяла пешка на черно поле b2 · бял цар на бяло поле e2 · бял топ на черно поле c1 | бял офицер на черно поле a7 · бяла дама на черно поле g7 · бяла пешка на бяло поле c6 · бяла пешка на бяло поле e6 · черна пешка на черно поле h6 · черна пешка на черно поле a5 · бял кон на бяло поле b5 · черен цар на бяло поле d5 · черен кон на черно поле g5 · бял топ на бяло поле h5 · бяла пешка на бяло поле a4 · черна пешка на черно поле d4 · бяла пешка на бяло поле g4 · черна пешка на бяло поле b3 · черен офицер на черно поле c3 · бял кон на бяло поле d3 · бяла пешка на черно поле b2 · бял цар на бяло поле e2 · бял топ на черно поле c1 | бял офицер на черно поле a7 · бяла дама на черно поле g7 · бяла пешка на бяло поле c6 · бяла пешка на бяло поле e6 · черна пешка на черно поле h6 · черна пешка на черно поле a5 · бял кон на бяло поле b5 · черен цар на бяло поле d5 · черен кон на черно поле g5 · бял топ на бяло поле h5 · бяла пешка на бяло поле a4 · черна пешка на черно поле d4 · бяла пешка на бяло поле g4 · черна пешка на бяло поле b3 · черен офицер на черно поле c3 · бял кон на бяло поле d3 · бяла пешка на черно поле b2 · бял цар на бяло поле e2 · бял топ на черно поле c1 | бял офицер на черно поле a7 · бяла дама на черно поле g7 · бяла пешка на бяло поле c6 · бяла пешка на бяло поле e6 · черна пешка на черно поле h6 · черна пешка на черно поле a5 · бял кон на бяло поле b5 · черен цар на бяло поле d5 · черен кон на черно поле g5 · бял топ на бяло поле h5 · бяла пешка на бяло поле a4 · черна пешка на черно поле d4 · бяла пешка на бяло поле g4 · черна пешка на бяло поле b3 · черен офицер на черно поле c3 · бял кон на бяло поле d3 · бяла пешка на черно поле b2 · бял цар на бяло поле e2 · бял топ на черно поле c1 | 8 |
| 7 | бял офицер на черно поле a7 · бяла дама на черно поле g7 · бяла пешка на бяло поле c6 · бяла пешка на бяло поле e6 · черна пешка на черно поле h6 · черна пешка на черно поле a5 · бял кон на бяло поле b5 · черен цар на бяло поле d5 · черен кон на черно поле g5 · бял топ на бяло поле h5 · бяла пешка на бяло поле a4 · черна пешка на черно поле d4 · бяла пешка на бяло поле g4 · черна пешка на бяло поле b3 · черен офицер на черно поле c3 · бял кон на бяло поле d3 · бяла пешка на черно поле b2 · бял цар на бяло поле e2 · бял топ на черно поле c1 | бял офицер на черно поле a7 · бяла дама на черно поле g7 · бяла пешка на бяло поле c6 · бяла пешка на бяло поле e6 · черна пешка на черно поле h6 · черна пешка на черно поле a5 · бял кон на бяло поле b5 · черен цар на бяло поле d5 · черен кон на черно поле g5 · бял топ на бяло поле h5 · бяла пешка на бяло поле a4 · черна пешка на черно поле d4 · бяла пешка на бяло поле g4 · черна пешка на бяло поле b3 · черен офицер на черно поле c3 · бял кон на бяло поле d3 · бяла пешка на черно поле b2 · бял цар на бяло поле e2 · бял топ на черно поле c1 | бял офицер на черно поле a7 · бяла дама на черно поле g7 · бяла пешка на бяло поле c6 · бяла пешка на бяло поле e6 · черна пешка на черно поле h6 · черна пешка на черно поле a5 · бял кон на бяло поле b5 · черен цар на бяло поле d5 · черен кон на черно поле g5 · бял топ на бяло поле h5 · бяла пешка на бяло поле a4 · черна пешка на черно поле d4 · бяла пешка на бяло поле g4 · черна пешка на бяло поле b3 · черен офицер на черно поле c3 · бял кон на бяло поле d3 · бяла пешка на черно поле b2 · бял цар на бяло поле e2 · бял топ на черно поле c1 | бял офицер на черно поле a7 · бяла дама на черно поле g7 · бяла пешка на бяло поле c6 · бяла пешка на бяло поле e6 · черна пешка на черно поле h6 · черна пешка на черно поле a5 · бял кон на бяло поле b5 · черен цар на бяло поле d5 · черен кон на черно поле g5 · бял топ на бяло поле h5 · бяла пешка на бяло поле a4 · черна пешка на черно поле d4 · бяла пешка на бяло поле g4 · черна пешка на бяло поле b3 · черен офицер на черно поле c3 · бял кон на бяло поле d3 · бяла пешка на черно поле b2 · бял цар на бяло поле e2 · бял топ на черно поле c1 | бял офицер на черно поле a7 · бяла дама на черно поле g7 · бяла пешка на бяло поле c6 · бяла пешка на бяло поле e6 · черна пешка на черно поле h6 · черна пешка на черно поле a5 · бял кон на бяло поле b5 · черен цар на бяло поле d5 · черен кон на черно поле g5 · бял топ на бяло поле h5 · бяла пешка на бяло поле a4 · черна пешка на черно поле d4 · бяла пешка на бяло поле g4 · черна пешка на бяло поле b3 · черен офицер на черно поле c3 · бял кон на бяло поле d3 · бяла пешка на черно поле b2 · бял цар на бяло поле e2 · бял топ на черно поле c1 | бял офицер на черно поле a7 · бяла дама на черно поле g7 · бяла пешка на бяло поле c6 · бяла пешка на бяло поле e6 · черна пешка на черно поле h6 · черна пешка на черно поле a5 · бял кон на бяло поле b5 · черен цар на бяло поле d5 · черен кон на черно поле g5 · бял топ на бяло поле h5 · бяла пешка на бяло поле a4 · черна пешка на черно поле d4 · бяла пешка на бяло поле g4 · черна пешка на бяло поле b3 · черен офицер на черно поле c3 · бял кон на бяло поле d3 · бяла пешка на черно поле b2 · бял цар на бяло поле e2 · бял топ на черно поле c1 | бял офицер на черно поле a7 · бяла дама на черно поле g7 · бяла пешка на бяло поле c6 · бяла пешка на бяло поле e6 · черна пешка на черно поле h6 · черна пешка на черно поле a5 · бял кон на бяло поле b5 · черен цар на бяло поле d5 · черен кон на черно поле g5 · бял топ на бяло поле h5 · бяла пешка на бяло поле a4 · черна пешка на черно поле d4 · бяла пешка на бяло поле g4 · черна пешка на бяло поле b3 · черен офицер на черно поле c3 · бял кон на бяло поле d3 · бяла пешка на черно поле b2 · бял цар на бяло поле e2 · бял топ на черно поле c1 | бял офицер на черно поле a7 · бяла дама на черно поле g7 · бяла пешка на бяло поле c6 · бяла пешка на бяло поле e6 · черна пешка на черно поле h6 · черна пешка на черно поле a5 · бял кон на бяло поле b5 · черен цар на бяло поле d5 · черен кон на черно поле g5 · бял топ на бяло поле h5 · бяла пешка на бяло поле a4 · черна пешка на черно поле d4 · бяла пешка на бяло поле g4 · черна пешка на бяло поле b3 · черен офицер на черно поле c3 · бял кон на бяло поле d3 · бяла пешка на черно поле b2 · бял цар на бяло поле e2 · бял топ на черно поле c1 | 7 |
| 6 | бял офицер на черно поле a7 · бяла дама на черно поле g7 · бяла пешка на бяло поле c6 · бяла пешка на бяло поле e6 · черна пешка на черно поле h6 · черна пешка на черно поле a5 · бял кон на бяло поле b5 · черен цар на бяло поле d5 · черен кон на черно поле g5 · бял топ на бяло поле h5 · бяла пешка на бяло поле a4 · черна пешка на черно поле d4 · бяла пешка на бяло поле g4 · черна пешка на бяло поле b3 · черен офицер на черно поле c3 · бял кон на бяло поле d3 · бяла пешка на черно поле b2 · бял цар на бяло поле e2 · бял топ на черно поле c1 | бял офицер на черно поле a7 · бяла дама на черно поле g7 · бяла пешка на бяло поле c6 · бяла пешка на бяло поле e6 · черна пешка на черно поле h6 · черна пешка на черно поле a5 · бял кон на бяло поле b5 · черен цар на бяло поле d5 · черен кон на черно поле g5 · бял топ на бяло поле h5 · бяла пешка на бяло поле a4 · черна пешка на черно поле d4 · бяла пешка на бяло поле g4 · черна пешка на бяло поле b3 · черен офицер на черно поле c3 · бял кон на бяло поле d3 · бяла пешка на черно поле b2 · бял цар на бяло поле e2 · бял топ на черно поле c1 | бял офицер на черно поле a7 · бяла дама на черно поле g7 · бяла пешка на бяло поле c6 · бяла пешка на бяло поле e6 · черна пешка на черно поле h6 · черна пешка на черно поле a5 · бял кон на бяло поле b5 · черен цар на бяло поле d5 · черен кон на черно поле g5 · бял топ на бяло поле h5 · бяла пешка на бяло поле a4 · черна пешка на черно поле d4 · бяла пешка на бяло поле g4 · черна пешка на бяло поле b3 · черен офицер на черно поле c3 · бял кон на бяло поле d3 · бяла пешка на черно поле b2 · бял цар на бяло поле e2 · бял топ на черно поле c1 | бял офицер на черно поле a7 · бяла дама на черно поле g7 · бяла пешка на бяло поле c6 · бяла пешка на бяло поле e6 · черна пешка на черно поле h6 · черна пешка на черно поле a5 · бял кон на бяло поле b5 · черен цар на бяло поле d5 · черен кон на черно поле g5 · бял топ на бяло поле h5 · бяла пешка на бяло поле a4 · черна пешка на черно поле d4 · бяла пешка на бяло поле g4 · черна пешка на бяло поле b3 · черен офицер на черно поле c3 · бял кон на бяло поле d3 · бяла пешка на черно поле b2 · бял цар на бяло поле e2 · бял топ на черно поле c1 | бял офицер на черно поле a7 · бяла дама на черно поле g7 · бяла пешка на бяло поле c6 · бяла пешка на бяло поле e6 · черна пешка на черно поле h6 · черна пешка на черно поле a5 · бял кон на бяло поле b5 · черен цар на бяло поле d5 · черен кон на черно поле g5 · бял топ на бяло поле h5 · бяла пешка на бяло поле a4 · черна пешка на черно поле d4 · бяла пешка на бяло поле g4 · черна пешка на бяло поле b3 · черен офицер на черно поле c3 · бял кон на бяло поле d3 · бяла пешка на черно поле b2 · бял цар на бяло поле e2 · бял топ на черно поле c1 | бял офицер на черно поле a7 · бяла дама на черно поле g7 · бяла пешка на бяло поле c6 · бяла пешка на бяло поле e6 · черна пешка на черно поле h6 · черна пешка на черно поле a5 · бял кон на бяло поле b5 · черен цар на бяло поле d5 · черен кон на черно поле g5 · бял топ на бяло поле h5 · бяла пешка на бяло поле a4 · черна пешка на черно поле d4 · бяла пешка на бяло поле g4 · черна пешка на бяло поле b3 · черен офицер на черно поле c3 · бял кон на бяло поле d3 · бяла пешка на черно поле b2 · бял цар на бяло поле e2 · бял топ на черно поле c1 | бял офицер на черно поле a7 · бяла дама на черно поле g7 · бяла пешка на бяло поле c6 · бяла пешка на бяло поле e6 · черна пешка на черно поле h6 · черна пешка на черно поле a5 · бял кон на бяло поле b5 · черен цар на бяло поле d5 · черен кон на черно поле g5 · бял топ на бяло поле h5 · бяла пешка на бяло поле a4 · черна пешка на черно поле d4 · бяла пешка на бяло поле g4 · черна пешка на бяло поле b3 · черен офицер на черно поле c3 · бял кон на бяло поле d3 · бяла пешка на черно поле b2 · бял цар на бяло поле e2 · бял топ на черно поле c1 | бял офицер на черно поле a7 · бяла дама на черно поле g7 · бяла пешка на бяло поле c6 · бяла пешка на бяло поле e6 · черна пешка на черно поле h6 · черна пешка на черно поле a5 · бял кон на бяло поле b5 · черен цар на бяло поле d5 · черен кон на черно поле g5 · бял топ на бяло поле h5 · бяла пешка на бяло поле a4 · черна пешка на черно поле d4 · бяла пешка на бяло поле g4 · черна пешка на бяло поле b3 · черен офицер на черно поле c3 · бял кон на бяло поле d3 · бяла пешка на черно поле b2 · бял цар на бяло поле e2 · бял топ на черно поле c1 | 6 |
| 5 | бял офицер на черно поле a7 · бяла дама на черно поле g7 · бяла пешка на бяло поле c6 · бяла пешка на бяло поле e6 · черна пешка на черно поле h6 · черна пешка на черно поле a5 · бял кон на бяло поле b5 · черен цар на бяло поле d5 · черен кон на черно поле g5 · бял топ на бяло поле h5 · бяла пешка на бяло поле a4 · черна пешка на черно поле d4 · бяла пешка на бяло поле g4 · черна пешка на бяло поле b3 · черен офицер на черно поле c3 · бял кон на бяло поле d3 · бяла пешка на черно поле b2 · бял цар на бяло поле e2 · бял топ на черно поле c1 | бял офицер на черно поле a7 · бяла дама на черно поле g7 · бяла пешка на бяло поле c6 · бяла пешка на бяло поле e6 · черна пешка на черно поле h6 · черна пешка на черно поле a5 · бял кон на бяло поле b5 · черен цар на бяло поле d5 · черен кон на черно поле g5 · бял топ на бяло поле h5 · бяла пешка на бяло поле a4 · черна пешка на черно поле d4 · бяла пешка на бяло поле g4 · черна пешка на бяло поле b3 · черен офицер на черно поле c3 · бял кон на бяло поле d3 · бяла пешка на черно поле b2 · бял цар на бяло поле e2 · бял топ на черно поле c1 | бял офицер на черно поле a7 · бяла дама на черно поле g7 · бяла пешка на бяло поле c6 · бяла пешка на бяло поле e6 · черна пешка на черно поле h6 · черна пешка на черно поле a5 · бял кон на бяло поле b5 · черен цар на бяло поле d5 · черен кон на черно поле g5 · бял топ на бяло поле h5 · бяла пешка на бяло поле a4 · черна пешка на черно поле d4 · бяла пешка на бяло поле g4 · черна пешка на бяло поле b3 · черен офицер на черно поле c3 · бял кон на бяло поле d3 · бяла пешка на черно поле b2 · бял цар на бяло поле e2 · бял топ на черно поле c1 | бял офицер на черно поле a7 · бяла дама на черно поле g7 · бяла пешка на бяло поле c6 · бяла пешка на бяло поле e6 · черна пешка на черно поле h6 · черна пешка на черно поле a5 · бял кон на бяло поле b5 · черен цар на бяло поле d5 · черен кон на черно поле g5 · бял топ на бяло поле h5 · бяла пешка на бяло поле a4 · черна пешка на черно поле d4 · бяла пешка на бяло поле g4 · черна пешка на бяло поле b3 · черен офицер на черно поле c3 · бял кон на бяло поле d3 · бяла пешка на черно поле b2 · бял цар на бяло поле e2 · бял топ на черно поле c1 | бял офицер на черно поле a7 · бяла дама на черно поле g7 · бяла пешка на бяло поле c6 · бяла пешка на бяло поле e6 · черна пешка на черно поле h6 · черна пешка на черно поле a5 · бял кон на бяло поле b5 · черен цар на бяло поле d5 · черен кон на черно поле g5 · бял топ на бяло поле h5 · бяла пешка на бяло поле a4 · черна пешка на черно поле d4 · бяла пешка на бяло поле g4 · черна пешка на бяло поле b3 · черен офицер на черно поле c3 · бял кон на бяло поле d3 · бяла пешка на черно поле b2 · бял цар на бяло поле e2 · бял топ на черно поле c1 | бял офицер на черно поле a7 · бяла дама на черно поле g7 · бяла пешка на бяло поле c6 · бяла пешка на бяло поле e6 · черна пешка на черно поле h6 · черна пешка на черно поле a5 · бял кон на бяло поле b5 · черен цар на бяло поле d5 · черен кон на черно поле g5 · бял топ на бяло поле h5 · бяла пешка на бяло поле a4 · черна пешка на черно поле d4 · бяла пешка на бяло поле g4 · черна пешка на бяло поле b3 · черен офицер на черно поле c3 · бял кон на бяло поле d3 · бяла пешка на черно поле b2 · бял цар на бяло поле e2 · бял топ на черно поле c1 | бял офицер на черно поле a7 · бяла дама на черно поле g7 · бяла пешка на бяло поле c6 · бяла пешка на бяло поле e6 · черна пешка на черно поле h6 · черна пешка на черно поле a5 · бял кон на бяло поле b5 · черен цар на бяло поле d5 · черен кон на черно поле g5 · бял топ на бяло поле h5 · бяла пешка на бяло поле a4 · черна пешка на черно поле d4 · бяла пешка на бяло поле g4 · черна пешка на бяло поле b3 · черен офицер на черно поле c3 · бял кон на бяло поле d3 · бяла пешка на черно поле b2 · бял цар на бяло поле e2 · бял топ на черно поле c1 | бял офицер на черно поле a7 · бяла дама на черно поле g7 · бяла пешка на бяло поле c6 · бяла пешка на бяло поле e6 · черна пешка на черно поле h6 · черна пешка на черно поле a5 · бял кон на бяло поле b5 · черен цар на бяло поле d5 · черен кон на черно поле g5 · бял топ на бяло поле h5 · бяла пешка на бяло поле a4 · черна пешка на черно поле d4 · бяла пешка на бяло поле g4 · черна пешка на бяло поле b3 · черен офицер на черно поле c3 · бял кон на бяло поле d3 · бяла пешка на черно поле b2 · бял цар на бяло поле e2 · бял топ на черно поле c1 | 5 |
| 4 | бял офицер на черно поле a7 · бяла дама на черно поле g7 · бяла пешка на бяло поле c6 · бяла пешка на бяло поле e6 · черна пешка на черно поле h6 · черна пешка на черно поле a5 · бял кон на бяло поле b5 · черен цар на бяло поле d5 · черен кон на черно поле g5 · бял топ на бяло поле h5 · бяла пешка на бяло поле a4 · черна пешка на черно поле d4 · бяла пешка на бяло поле g4 · черна пешка на бяло поле b3 · черен офицер на черно поле c3 · бял кон на бяло поле d3 · бяла пешка на черно поле b2 · бял цар на бяло поле e2 · бял топ на черно поле c1 | бял офицер на черно поле a7 · бяла дама на черно поле g7 · бяла пешка на бяло поле c6 · бяла пешка на бяло поле e6 · черна пешка на черно поле h6 · черна пешка на черно поле a5 · бял кон на бяло поле b5 · черен цар на бяло поле d5 · черен кон на черно поле g5 · бял топ на бяло поле h5 · бяла пешка на бяло поле a4 · черна пешка на черно поле d4 · бяла пешка на бяло поле g4 · черна пешка на бяло поле b3 · черен офицер на черно поле c3 · бял кон на бяло поле d3 · бяла пешка на черно поле b2 · бял цар на бяло поле e2 · бял топ на черно поле c1 | бял офицер на черно поле a7 · бяла дама на черно поле g7 · бяла пешка на бяло поле c6 · бяла пешка на бяло поле e6 · черна пешка на черно поле h6 · черна пешка на черно поле a5 · бял кон на бяло поле b5 · черен цар на бяло поле d5 · черен кон на черно поле g5 · бял топ на бяло поле h5 · бяла пешка на бяло поле a4 · черна пешка на черно поле d4 · бяла пешка на бяло поле g4 · черна пешка на бяло поле b3 · черен офицер на черно поле c3 · бял кон на бяло поле d3 · бяла пешка на черно поле b2 · бял цар на бяло поле e2 · бял топ на черно поле c1 | бял офицер на черно поле a7 · бяла дама на черно поле g7 · бяла пешка на бяло поле c6 · бяла пешка на бяло поле e6 · черна пешка на черно поле h6 · черна пешка на черно поле a5 · бял кон на бяло поле b5 · черен цар на бяло поле d5 · черен кон на черно поле g5 · бял топ на бяло поле h5 · бяла пешка на бяло поле a4 · черна пешка на черно поле d4 · бяла пешка на бяло поле g4 · черна пешка на бяло поле b3 · черен офицер на черно поле c3 · бял кон на бяло поле d3 · бяла пешка на черно поле b2 · бял цар на бяло поле e2 · бял топ на черно поле c1 | бял офицер на черно поле a7 · бяла дама на черно поле g7 · бяла пешка на бяло поле c6 · бяла пешка на бяло поле e6 · черна пешка на черно поле h6 · черна пешка на черно поле a5 · бял кон на бяло поле b5 · черен цар на бяло поле d5 · черен кон на черно поле g5 · бял топ на бяло поле h5 · бяла пешка на бяло поле a4 · черна пешка на черно поле d4 · бяла пешка на бяло поле g4 · черна пешка на бяло поле b3 · черен офицер на черно поле c3 · бял кон на бяло поле d3 · бяла пешка на черно поле b2 · бял цар на бяло поле e2 · бял топ на черно поле c1 | бял офицер на черно поле a7 · бяла дама на черно поле g7 · бяла пешка на бяло поле c6 · бяла пешка на бяло поле e6 · черна пешка на черно поле h6 · черна пешка на черно поле a5 · бял кон на бяло поле b5 · черен цар на бяло поле d5 · черен кон на черно поле g5 · бял топ на бяло поле h5 · бяла пешка на бяло поле a4 · черна пешка на черно поле d4 · бяла пешка на бяло поле g4 · черна пешка на бяло поле b3 · черен офицер на черно поле c3 · бял кон на бяло поле d3 · бяла пешка на черно поле b2 · бял цар на бяло поле e2 · бял топ на черно поле c1 | бял офицер на черно поле a7 · бяла дама на черно поле g7 · бяла пешка на бяло поле c6 · бяла пешка на бяло поле e6 · черна пешка на черно поле h6 · черна пешка на черно поле a5 · бял кон на бяло поле b5 · черен цар на бяло поле d5 · черен кон на черно поле g5 · бял топ на бяло поле h5 · бяла пешка на бяло поле a4 · черна пешка на черно поле d4 · бяла пешка на бяло поле g4 · черна пешка на бяло поле b3 · черен офицер на черно поле c3 · бял кон на бяло поле d3 · бяла пешка на черно поле b2 · бял цар на бяло поле e2 · бял топ на черно поле c1 | бял офицер на черно поле a7 · бяла дама на черно поле g7 · бяла пешка на бяло поле c6 · бяла пешка на бяло поле e6 · черна пешка на черно поле h6 · черна пешка на черно поле a5 · бял кон на бяло поле b5 · черен цар на бяло поле d5 · черен кон на черно поле g5 · бял топ на бяло поле h5 · бяла пешка на бяло поле a4 · черна пешка на черно поле d4 · бяла пешка на бяло поле g4 · черна пешка на бяло поле b3 · черен офицер на черно поле c3 · бял кон на бяло поле d3 · бяла пешка на черно поле b2 · бял цар на бяло поле e2 · бял топ на черно поле c1 | 4 |
| 3 | бял офицер на черно поле a7 · бяла дама на черно поле g7 · бяла пешка на бяло поле c6 · бяла пешка на бяло поле e6 · черна пешка на черно поле h6 · черна пешка на черно поле a5 · бял кон на бяло поле b5 · черен цар на бяло поле d5 · черен кон на черно поле g5 · бял топ на бяло поле h5 · бяла пешка на бяло поле a4 · черна пешка на черно поле d4 · бяла пешка на бяло поле g4 · черна пешка на бяло поле b3 · черен офицер на черно поле c3 · бял кон на бяло поле d3 · бяла пешка на черно поле b2 · бял цар на бяло поле e2 · бял топ на черно поле c1 | бял офицер на черно поле a7 · бяла дама на черно поле g7 · бяла пешка на бяло поле c6 · бяла пешка на бяло поле e6 · черна пешка на черно поле h6 · черна пешка на черно поле a5 · бял кон на бяло поле b5 · черен цар на бяло поле d5 · черен кон на черно поле g5 · бял топ на бяло поле h5 · бяла пешка на бяло поле a4 · черна пешка на черно поле d4 · бяла пешка на бяло поле g4 · черна пешка на бяло поле b3 · черен офицер на черно поле c3 · бял кон на бяло поле d3 · бяла пешка на черно поле b2 · бял цар на бяло поле e2 · бял топ на черно поле c1 | бял офицер на черно поле a7 · бяла дама на черно поле g7 · бяла пешка на бяло поле c6 · бяла пешка на бяло поле e6 · черна пешка на черно поле h6 · черна пешка на черно поле a5 · бял кон на бяло поле b5 · черен цар на бяло поле d5 · черен кон на черно поле g5 · бял топ на бяло поле h5 · бяла пешка на бяло поле a4 · черна пешка на черно поле d4 · бяла пешка на бяло поле g4 · черна пешка на бяло поле b3 · черен офицер на черно поле c3 · бял кон на бяло поле d3 · бяла пешка на черно поле b2 · бял цар на бяло поле e2 · бял топ на черно поле c1 | бял офицер на черно поле a7 · бяла дама на черно поле g7 · бяла пешка на бяло поле c6 · бяла пешка на бяло поле e6 · черна пешка на черно поле h6 · черна пешка на черно поле a5 · бял кон на бяло поле b5 · черен цар на бяло поле d5 · черен кон на черно поле g5 · бял топ на бяло поле h5 · бяла пешка на бяло поле a4 · черна пешка на черно поле d4 · бяла пешка на бяло поле g4 · черна пешка на бяло поле b3 · черен офицер на черно поле c3 · бял кон на бяло поле d3 · бяла пешка на черно поле b2 · бял цар на бяло поле e2 · бял топ на черно поле c1 | бял офицер на черно поле a7 · бяла дама на черно поле g7 · бяла пешка на бяло поле c6 · бяла пешка на бяло поле e6 · черна пешка на черно поле h6 · черна пешка на черно поле a5 · бял кон на бяло поле b5 · черен цар на бяло поле d5 · черен кон на черно поле g5 · бял топ на бяло поле h5 · бяла пешка на бяло поле a4 · черна пешка на черно поле d4 · бяла пешка на бяло поле g4 · черна пешка на бяло поле b3 · черен офицер на черно поле c3 · бял кон на бяло поле d3 · бяла пешка на черно поле b2 · бял цар на бяло поле e2 · бял топ на черно поле c1 | бял офицер на черно поле a7 · бяла дама на черно поле g7 · бяла пешка на бяло поле c6 · бяла пешка на бяло поле e6 · черна пешка на черно поле h6 · черна пешка на черно поле a5 · бял кон на бяло поле b5 · черен цар на бяло поле d5 · черен кон на черно поле g5 · бял топ на бяло поле h5 · бяла пешка на бяло поле a4 · черна пешка на черно поле d4 · бяла пешка на бяло поле g4 · черна пешка на бяло поле b3 · черен офицер на черно поле c3 · бял кон на бяло поле d3 · бяла пешка на черно поле b2 · бял цар на бяло поле e2 · бял топ на черно поле c1 | бял офицер на черно поле a7 · бяла дама на черно поле g7 · бяла пешка на бяло поле c6 · бяла пешка на бяло поле e6 · черна пешка на черно поле h6 · черна пешка на черно поле a5 · бял кон на бяло поле b5 · черен цар на бяло поле d5 · черен кон на черно поле g5 · бял топ на бяло поле h5 · бяла пешка на бяло поле a4 · черна пешка на черно поле d4 · бяла пешка на бяло поле g4 · черна пешка на бяло поле b3 · черен офицер на черно поле c3 · бял кон на бяло поле d3 · бяла пешка на черно поле b2 · бял цар на бяло поле e2 · бял топ на черно поле c1 | бял офицер на черно поле a7 · бяла дама на черно поле g7 · бяла пешка на бяло поле c6 · бяла пешка на бяло поле e6 · черна пешка на черно поле h6 · черна пешка на черно поле a5 · бял кон на бяло поле b5 · черен цар на бяло поле d5 · черен кон на черно поле g5 · бял топ на бяло поле h5 · бяла пешка на бяло поле a4 · черна пешка на черно поле d4 · бяла пешка на бяло поле g4 · черна пешка на бяло поле b3 · черен офицер на черно поле c3 · бял кон на бяло поле d3 · бяла пешка на черно поле b2 · бял цар на бяло поле e2 · бял топ на черно поле c1 | 3 |
| 2 | бял офицер на черно поле a7 · бяла дама на черно поле g7 · бяла пешка на бяло поле c6 · бяла пешка на бяло поле e6 · черна пешка на черно поле h6 · черна пешка на черно поле a5 · бял кон на бяло поле b5 · черен цар на бяло поле d5 · черен кон на черно поле g5 · бял топ на бяло поле h5 · бяла пешка на бяло поле a4 · черна пешка на черно поле d4 · бяла пешка на бяло поле g4 · черна пешка на бяло поле b3 · черен офицер на черно поле c3 · бял кон на бяло поле d3 · бяла пешка на черно поле b2 · бял цар на бяло поле e2 · бял топ на черно поле c1 | бял офицер на черно поле a7 · бяла дама на черно поле g7 · бяла пешка на бяло поле c6 · бяла пешка на бяло поле e6 · черна пешка на черно поле h6 · черна пешка на черно поле a5 · бял кон на бяло поле b5 · черен цар на бяло поле d5 · черен кон на черно поле g5 · бял топ на бяло поле h5 · бяла пешка на бяло поле a4 · черна пешка на черно поле d4 · бяла пешка на бяло поле g4 · черна пешка на бяло поле b3 · черен офицер на черно поле c3 · бял кон на бяло поле d3 · бяла пешка на черно поле b2 · бял цар на бяло поле e2 · бял топ на черно поле c1 | бял офицер на черно поле a7 · бяла дама на черно поле g7 · бяла пешка на бяло поле c6 · бяла пешка на бяло поле e6 · черна пешка на черно поле h6 · черна пешка на черно поле a5 · бял кон на бяло поле b5 · черен цар на бяло поле d5 · черен кон на черно поле g5 · бял топ на бяло поле h5 · бяла пешка на бяло поле a4 · черна пешка на черно поле d4 · бяла пешка на бяло поле g4 · черна пешка на бяло поле b3 · черен офицер на черно поле c3 · бял кон на бяло поле d3 · бяла пешка на черно поле b2 · бял цар на бяло поле e2 · бял топ на черно поле c1 | бял офицер на черно поле a7 · бяла дама на черно поле g7 · бяла пешка на бяло поле c6 · бяла пешка на бяло поле e6 · черна пешка на черно поле h6 · черна пешка на черно поле a5 · бял кон на бяло поле b5 · черен цар на бяло поле d5 · черен кон на черно поле g5 · бял топ на бяло поле h5 · бяла пешка на бяло поле a4 · черна пешка на черно поле d4 · бяла пешка на бяло поле g4 · черна пешка на бяло поле b3 · черен офицер на черно поле c3 · бял кон на бяло поле d3 · бяла пешка на черно поле b2 · бял цар на бяло поле e2 · бял топ на черно поле c1 | бял офицер на черно поле a7 · бяла дама на черно поле g7 · бяла пешка на бяло поле c6 · бяла пешка на бяло поле e6 · черна пешка на черно поле h6 · черна пешка на черно поле a5 · бял кон на бяло поле b5 · черен цар на бяло поле d5 · черен кон на черно поле g5 · бял топ на бяло поле h5 · бяла пешка на бяло поле a4 · черна пешка на черно поле d4 · бяла пешка на бяло поле g4 · черна пешка на бяло поле b3 · черен офицер на черно поле c3 · бял кон на бяло поле d3 · бяла пешка на черно поле b2 · бял цар на бяло поле e2 · бял топ на черно поле c1 | бял офицер на черно поле a7 · бяла дама на черно поле g7 · бяла пешка на бяло поле c6 · бяла пешка на бяло поле e6 · черна пешка на черно поле h6 · черна пешка на черно поле a5 · бял кон на бяло поле b5 · черен цар на бяло поле d5 · черен кон на черно поле g5 · бял топ на бяло поле h5 · бяла пешка на бяло поле a4 · черна пешка на черно поле d4 · бяла пешка на бяло поле g4 · черна пешка на бяло поле b3 · черен офицер на черно поле c3 · бял кон на бяло поле d3 · бяла пешка на черно поле b2 · бял цар на бяло поле e2 · бял топ на черно поле c1 | бял офицер на черно поле a7 · бяла дама на черно поле g7 · бяла пешка на бяло поле c6 · бяла пешка на бяло поле e6 · черна пешка на черно поле h6 · черна пешка на черно поле a5 · бял кон на бяло поле b5 · черен цар на бяло поле d5 · черен кон на черно поле g5 · бял топ на бяло поле h5 · бяла пешка на бяло поле a4 · черна пешка на черно поле d4 · бяла пешка на бяло поле g4 · черна пешка на бяло поле b3 · черен офицер на черно поле c3 · бял кон на бяло поле d3 · бяла пешка на черно поле b2 · бял цар на бяло поле e2 · бял топ на черно поле c1 | бял офицер на черно поле a7 · бяла дама на черно поле g7 · бяла пешка на бяло поле c6 · бяла пешка на бяло поле e6 · черна пешка на черно поле h6 · черна пешка на черно поле a5 · бял кон на бяло поле b5 · черен цар на бяло поле d5 · черен кон на черно поле g5 · бял топ на бяло поле h5 · бяла пешка на бяло поле a4 · черна пешка на черно поле d4 · бяла пешка на бяло поле g4 · черна пешка на бяло поле b3 · черен офицер на черно поле c3 · бял кон на бяло поле d3 · бяла пешка на черно поле b2 · бял цар на бяло поле e2 · бял топ на черно поле c1 | 2 |
| 1 | бял офицер на черно поле a7 · бяла дама на черно поле g7 · бяла пешка на бяло поле c6 · бяла пешка на бяло поле e6 · черна пешка на черно поле h6 · черна пешка на черно поле a5 · бял кон на бяло поле b5 · черен цар на бяло поле d5 · черен кон на черно поле g5 · бял топ на бяло поле h5 · бяла пешка на бяло поле a4 · черна пешка на черно поле d4 · бяла пешка на бяло поле g4 · черна пешка на бяло поле b3 · черен офицер на черно поле c3 · бял кон на бяло поле d3 · бяла пешка на черно поле b2 · бял цар на бяло поле e2 · бял топ на черно поле c1 | бял офицер на черно поле a7 · бяла дама на черно поле g7 · бяла пешка на бяло поле c6 · бяла пешка на бяло поле e6 · черна пешка на черно поле h6 · черна пешка на черно поле a5 · бял кон на бяло поле b5 · черен цар на бяло поле d5 · черен кон на черно поле g5 · бял топ на бяло поле h5 · бяла пешка на бяло поле a4 · черна пешка на черно поле d4 · бяла пешка на бяло поле g4 · черна пешка на бяло поле b3 · черен офицер на черно поле c3 · бял кон на бяло поле d3 · бяла пешка на черно поле b2 · бял цар на бяло поле e2 · бял топ на черно поле c1 | бял офицер на черно поле a7 · бяла дама на черно поле g7 · бяла пешка на бяло поле c6 · бяла пешка на бяло поле e6 · черна пешка на черно поле h6 · черна пешка на черно поле a5 · бял кон на бяло поле b5 · черен цар на бяло поле d5 · черен кон на черно поле g5 · бял топ на бяло поле h5 · бяла пешка на бяло поле a4 · черна пешка на черно поле d4 · бяла пешка на бяло поле g4 · черна пешка на бяло поле b3 · черен офицер на черно поле c3 · бял кон на бяло поле d3 · бяла пешка на черно поле b2 · бял цар на бяло поле e2 · бял топ на черно поле c1 | бял офицер на черно поле a7 · бяла дама на черно поле g7 · бяла пешка на бяло поле c6 · бяла пешка на бяло поле e6 · черна пешка на черно поле h6 · черна пешка на черно поле a5 · бял кон на бяло поле b5 · черен цар на бяло поле d5 · черен кон на черно поле g5 · бял топ на бяло поле h5 · бяла пешка на бяло поле a4 · черна пешка на черно поле d4 · бяла пешка на бяло поле g4 · черна пешка на бяло поле b3 · черен офицер на черно поле c3 · бял кон на бяло поле d3 · бяла пешка на черно поле b2 · бял цар на бяло поле e2 · бял топ на черно поле c1 | бял офицер на черно поле a7 · бяла дама на черно поле g7 · бяла пешка на бяло поле c6 · бяла пешка на бяло поле e6 · черна пешка на черно поле h6 · черна пешка на черно поле a5 · бял кон на бяло поле b5 · черен цар на бяло поле d5 · черен кон на черно поле g5 · бял топ на бяло поле h5 · бяла пешка на бяло поле a4 · черна пешка на черно поле d4 · бяла пешка на бяло поле g4 · черна пешка на бяло поле b3 · черен офицер на черно поле c3 · бял кон на бяло поле d3 · бяла пешка на черно поле b2 · бял цар на бяло поле e2 · бял топ на черно поле c1 | бял офицер на черно поле a7 · бяла дама на черно поле g7 · бяла пешка на бяло поле c6 · бяла пешка на бяло поле e6 · черна пешка на черно поле h6 · черна пешка на черно поле a5 · бял кон на бяло поле b5 · черен цар на бяло поле d5 · черен кон на черно поле g5 · бял топ на бяло поле h5 · бяла пешка на бяло поле a4 · черна пешка на черно поле d4 · бяла пешка на бяло поле g4 · черна пешка на бяло поле b3 · черен офицер на черно поле c3 · бял кон на бяло поле d3 · бяла пешка на черно поле b2 · бял цар на бяло поле e2 · бял топ на черно поле c1 | бял офицер на черно поле a7 · бяла дама на черно поле g7 · бяла пешка на бяло поле c6 · бяла пешка на бяло поле e6 · черна пешка на черно поле h6 · черна пешка на черно поле a5 · бял кон на бяло поле b5 · черен цар на бяло поле d5 · черен кон на черно поле g5 · бял топ на бяло поле h5 · бяла пешка на бяло поле a4 · черна пешка на черно поле d4 · бяла пешка на бяло поле g4 · черна пешка на бяло поле b3 · черен офицер на черно поле c3 · бял кон на бяло поле d3 · бяла пешка на черно поле b2 · бял цар на бяло поле e2 · бял топ на черно поле c1 | бял офицер на черно поле a7 · бяла дама на черно поле g7 · бяла пешка на бяло поле c6 · бяла пешка на бяло поле e6 · черна пешка на черно поле h6 · черна пешка на черно поле a5 · бял кон на бяло поле b5 · черен цар на бяло поле d5 · черен кон на черно поле g5 · бял топ на бяло поле h5 · бяла пешка на бяло поле a4 · черна пешка на черно поле d4 · бяла пешка на бяло поле g4 · черна пешка на бяло поле b3 · черен офицер на черно поле c3 · бял кон на бяло поле d3 · бяла пешка на черно поле b2 · бял цар на бяло поле e2 · бял топ на черно поле c1 | 1 |
|   | a | b | c | d | e | f | g | h |   |

В началната позиция са готови матове на всички ходове на черните:

1...Цс4 2.Д:d4#,

1...Ц:с6 2.Дd7#,

1...Це4 (О~) 2.Де5# и 1...Ц:е6 2.Kf4#.

След 1.Дf8! (цугцванг) матовете се изменят:

1...Цс4 2.Дс5#,

1...Ц:с6 2.Да8#,

1...Це4 (О~) 2.Дf5# и 1...Ц:е6 2.Кс7#
|   | a | b | c | d | e | f | g | h |   |
| 8 | черна пешка на бяло поле f7 · черна пешка на черно поле b6 · черна пешка на бяло поле e6 · бял цар на черно поле f6 · бяла пешка на бяло поле b5 · бял офицер на черно поле e5 · бяла пешка на черно поле g5 · бяла пешка на бяло поле c4 · черен цар на бяло поле e4 · бяла дама на бяло поле h3 · бяла пешка на черно поле d2 · бяла пешка на черно поле f2 · черен кон на бяло поле g2 · черен кон на черно поле e1 · черен офицер на бяло поле h1 | черна пешка на бяло поле f7 · черна пешка на черно поле b6 · черна пешка на бяло поле e6 · бял цар на черно поле f6 · бяла пешка на бяло поле b5 · бял офицер на черно поле e5 · бяла пешка на черно поле g5 · бяла пешка на бяло поле c4 · черен цар на бяло поле e4 · бяла дама на бяло поле h3 · бяла пешка на черно поле d2 · бяла пешка на черно поле f2 · черен кон на бяло поле g2 · черен кон на черно поле e1 · черен офицер на бяло поле h1 | черна пешка на бяло поле f7 · черна пешка на черно поле b6 · черна пешка на бяло поле e6 · бял цар на черно поле f6 · бяла пешка на бяло поле b5 · бял офицер на черно поле e5 · бяла пешка на черно поле g5 · бяла пешка на бяло поле c4 · черен цар на бяло поле e4 · бяла дама на бяло поле h3 · бяла пешка на черно поле d2 · бяла пешка на черно поле f2 · черен кон на бяло поле g2 · черен кон на черно поле e1 · черен офицер на бяло поле h1 | черна пешка на бяло поле f7 · черна пешка на черно поле b6 · черна пешка на бяло поле e6 · бял цар на черно поле f6 · бяла пешка на бяло поле b5 · бял офицер на черно поле e5 · бяла пешка на черно поле g5 · бяла пешка на бяло поле c4 · черен цар на бяло поле e4 · бяла дама на бяло поле h3 · бяла пешка на черно поле d2 · бяла пешка на черно поле f2 · черен кон на бяло поле g2 · черен кон на черно поле e1 · черен офицер на бяло поле h1 | черна пешка на бяло поле f7 · черна пешка на черно поле b6 · черна пешка на бяло поле e6 · бял цар на черно поле f6 · бяла пешка на бяло поле b5 · бял офицер на черно поле e5 · бяла пешка на черно поле g5 · бяла пешка на бяло поле c4 · черен цар на бяло поле e4 · бяла дама на бяло поле h3 · бяла пешка на черно поле d2 · бяла пешка на черно поле f2 · черен кон на бяло поле g2 · черен кон на черно поле e1 · черен офицер на бяло поле h1 | черна пешка на бяло поле f7 · черна пешка на черно поле b6 · черна пешка на бяло поле e6 · бял цар на черно поле f6 · бяла пешка на бяло поле b5 · бял офицер на черно поле e5 · бяла пешка на черно поле g5 · бяла пешка на бяло поле c4 · черен цар на бяло поле e4 · бяла дама на бяло поле h3 · бяла пешка на черно поле d2 · бяла пешка на черно поле f2 · черен кон на бяло поле g2 · черен кон на черно поле e1 · черен офицер на бяло поле h1 | черна пешка на бяло поле f7 · черна пешка на черно поле b6 · черна пешка на бяло поле e6 · бял цар на черно поле f6 · бяла пешка на бяло поле b5 · бял офицер на черно поле e5 · бяла пешка на черно поле g5 · бяла пешка на бяло поле c4 · черен цар на бяло поле e4 · бяла дама на бяло поле h3 · бяла пешка на черно поле d2 · бяла пешка на черно поле f2 · черен кон на бяло поле g2 · черен кон на черно поле e1 · черен офицер на бяло поле h1 | черна пешка на бяло поле f7 · черна пешка на черно поле b6 · черна пешка на бяло поле e6 · бял цар на черно поле f6 · бяла пешка на бяло поле b5 · бял офицер на черно поле e5 · бяла пешка на черно поле g5 · бяла пешка на бяло поле c4 · черен цар на бяло поле e4 · бяла дама на бяло поле h3 · бяла пешка на черно поле d2 · бяла пешка на черно поле f2 · черен кон на бяло поле g2 · черен кон на черно поле e1 · черен офицер на бяло поле h1 | 8 |
| 7 | черна пешка на бяло поле f7 · черна пешка на черно поле b6 · черна пешка на бяло поле e6 · бял цар на черно поле f6 · бяла пешка на бяло поле b5 · бял офицер на черно поле e5 · бяла пешка на черно поле g5 · бяла пешка на бяло поле c4 · черен цар на бяло поле e4 · бяла дама на бяло поле h3 · бяла пешка на черно поле d2 · бяла пешка на черно поле f2 · черен кон на бяло поле g2 · черен кон на черно поле e1 · черен офицер на бяло поле h1 | черна пешка на бяло поле f7 · черна пешка на черно поле b6 · черна пешка на бяло поле e6 · бял цар на черно поле f6 · бяла пешка на бяло поле b5 · бял офицер на черно поле e5 · бяла пешка на черно поле g5 · бяла пешка на бяло поле c4 · черен цар на бяло поле e4 · бяла дама на бяло поле h3 · бяла пешка на черно поле d2 · бяла пешка на черно поле f2 · черен кон на бяло поле g2 · черен кон на черно поле e1 · черен офицер на бяло поле h1 | черна пешка на бяло поле f7 · черна пешка на черно поле b6 · черна пешка на бяло поле e6 · бял цар на черно поле f6 · бяла пешка на бяло поле b5 · бял офицер на черно поле e5 · бяла пешка на черно поле g5 · бяла пешка на бяло поле c4 · черен цар на бяло поле e4 · бяла дама на бяло поле h3 · бяла пешка на черно поле d2 · бяла пешка на черно поле f2 · черен кон на бяло поле g2 · черен кон на черно поле e1 · черен офицер на бяло поле h1 | черна пешка на бяло поле f7 · черна пешка на черно поле b6 · черна пешка на бяло поле e6 · бял цар на черно поле f6 · бяла пешка на бяло поле b5 · бял офицер на черно поле e5 · бяла пешка на черно поле g5 · бяла пешка на бяло поле c4 · черен цар на бяло поле e4 · бяла дама на бяло поле h3 · бяла пешка на черно поле d2 · бяла пешка на черно поле f2 · черен кон на бяло поле g2 · черен кон на черно поле e1 · черен офицер на бяло поле h1 | черна пешка на бяло поле f7 · черна пешка на черно поле b6 · черна пешка на бяло поле e6 · бял цар на черно поле f6 · бяла пешка на бяло поле b5 · бял офицер на черно поле e5 · бяла пешка на черно поле g5 · бяла пешка на бяло поле c4 · черен цар на бяло поле e4 · бяла дама на бяло поле h3 · бяла пешка на черно поле d2 · бяла пешка на черно поле f2 · черен кон на бяло поле g2 · черен кон на черно поле e1 · черен офицер на бяло поле h1 | черна пешка на бяло поле f7 · черна пешка на черно поле b6 · черна пешка на бяло поле e6 · бял цар на черно поле f6 · бяла пешка на бяло поле b5 · бял офицер на черно поле e5 · бяла пешка на черно поле g5 · бяла пешка на бяло поле c4 · черен цар на бяло поле e4 · бяла дама на бяло поле h3 · бяла пешка на черно поле d2 · бяла пешка на черно поле f2 · черен кон на бяло поле g2 · черен кон на черно поле e1 · черен офицер на бяло поле h1 | черна пешка на бяло поле f7 · черна пешка на черно поле b6 · черна пешка на бяло поле e6 · бял цар на черно поле f6 · бяла пешка на бяло поле b5 · бял офицер на черно поле e5 · бяла пешка на черно поле g5 · бяла пешка на бяло поле c4 · черен цар на бяло поле e4 · бяла дама на бяло поле h3 · бяла пешка на черно поле d2 · бяла пешка на черно поле f2 · черен кон на бяло поле g2 · черен кон на черно поле e1 · черен офицер на бяло поле h1 | черна пешка на бяло поле f7 · черна пешка на черно поле b6 · черна пешка на бяло поле e6 · бял цар на черно поле f6 · бяла пешка на бяло поле b5 · бял офицер на черно поле e5 · бяла пешка на черно поле g5 · бяла пешка на бяло поле c4 · черен цар на бяло поле e4 · бяла дама на бяло поле h3 · бяла пешка на черно поле d2 · бяла пешка на черно поле f2 · черен кон на бяло поле g2 · черен кон на черно поле e1 · черен офицер на бяло поле h1 | 7 |
| 6 | черна пешка на бяло поле f7 · черна пешка на черно поле b6 · черна пешка на бяло поле e6 · бял цар на черно поле f6 · бяла пешка на бяло поле b5 · бял офицер на черно поле e5 · бяла пешка на черно поле g5 · бяла пешка на бяло поле c4 · черен цар на бяло поле e4 · бяла дама на бяло поле h3 · бяла пешка на черно поле d2 · бяла пешка на черно поле f2 · черен кон на бяло поле g2 · черен кон на черно поле e1 · черен офицер на бяло поле h1 | черна пешка на бяло поле f7 · черна пешка на черно поле b6 · черна пешка на бяло поле e6 · бял цар на черно поле f6 · бяла пешка на бяло поле b5 · бял офицер на черно поле e5 · бяла пешка на черно поле g5 · бяла пешка на бяло поле c4 · черен цар на бяло поле e4 · бяла дама на бяло поле h3 · бяла пешка на черно поле d2 · бяла пешка на черно поле f2 · черен кон на бяло поле g2 · черен кон на черно поле e1 · черен офицер на бяло поле h1 | черна пешка на бяло поле f7 · черна пешка на черно поле b6 · черна пешка на бяло поле e6 · бял цар на черно поле f6 · бяла пешка на бяло поле b5 · бял офицер на черно поле e5 · бяла пешка на черно поле g5 · бяла пешка на бяло поле c4 · черен цар на бяло поле e4 · бяла дама на бяло поле h3 · бяла пешка на черно поле d2 · бяла пешка на черно поле f2 · черен кон на бяло поле g2 · черен кон на черно поле e1 · черен офицер на бяло поле h1 | черна пешка на бяло поле f7 · черна пешка на черно поле b6 · черна пешка на бяло поле e6 · бял цар на черно поле f6 · бяла пешка на бяло поле b5 · бял офицер на черно поле e5 · бяла пешка на черно поле g5 · бяла пешка на бяло поле c4 · черен цар на бяло поле e4 · бяла дама на бяло поле h3 · бяла пешка на черно поле d2 · бяла пешка на черно поле f2 · черен кон на бяло поле g2 · черен кон на черно поле e1 · черен офицер на бяло поле h1 | черна пешка на бяло поле f7 · черна пешка на черно поле b6 · черна пешка на бяло поле e6 · бял цар на черно поле f6 · бяла пешка на бяло поле b5 · бял офицер на черно поле e5 · бяла пешка на черно поле g5 · бяла пешка на бяло поле c4 · черен цар на бяло поле e4 · бяла дама на бяло поле h3 · бяла пешка на черно поле d2 · бяла пешка на черно поле f2 · черен кон на бяло поле g2 · черен кон на черно поле e1 · черен офицер на бяло поле h1 | черна пешка на бяло поле f7 · черна пешка на черно поле b6 · черна пешка на бяло поле e6 · бял цар на черно поле f6 · бяла пешка на бяло поле b5 · бял офицер на черно поле e5 · бяла пешка на черно поле g5 · бяла пешка на бяло поле c4 · черен цар на бяло поле e4 · бяла дама на бяло поле h3 · бяла пешка на черно поле d2 · бяла пешка на черно поле f2 · черен кон на бяло поле g2 · черен кон на черно поле e1 · черен офицер на бяло поле h1 | черна пешка на бяло поле f7 · черна пешка на черно поле b6 · черна пешка на бяло поле e6 · бял цар на черно поле f6 · бяла пешка на бяло поле b5 · бял офицер на черно поле e5 · бяла пешка на черно поле g5 · бяла пешка на бяло поле c4 · черен цар на бяло поле e4 · бяла дама на бяло поле h3 · бяла пешка на черно поле d2 · бяла пешка на черно поле f2 · черен кон на бяло поле g2 · черен кон на черно поле e1 · черен офицер на бяло поле h1 | черна пешка на бяло поле f7 · черна пешка на черно поле b6 · черна пешка на бяло поле e6 · бял цар на черно поле f6 · бяла пешка на бяло поле b5 · бял офицер на черно поле e5 · бяла пешка на черно поле g5 · бяла пешка на бяло поле c4 · черен цар на бяло поле e4 · бяла дама на бяло поле h3 · бяла пешка на черно поле d2 · бяла пешка на черно поле f2 · черен кон на бяло поле g2 · черен кон на черно поле e1 · черен офицер на бяло поле h1 | 6 |
| 5 | черна пешка на бяло поле f7 · черна пешка на черно поле b6 · черна пешка на бяло поле e6 · бял цар на черно поле f6 · бяла пешка на бяло поле b5 · бял офицер на черно поле e5 · бяла пешка на черно поле g5 · бяла пешка на бяло поле c4 · черен цар на бяло поле e4 · бяла дама на бяло поле h3 · бяла пешка на черно поле d2 · бяла пешка на черно поле f2 · черен кон на бяло поле g2 · черен кон на черно поле e1 · черен офицер на бяло поле h1 | черна пешка на бяло поле f7 · черна пешка на черно поле b6 · черна пешка на бяло поле e6 · бял цар на черно поле f6 · бяла пешка на бяло поле b5 · бял офицер на черно поле e5 · бяла пешка на черно поле g5 · бяла пешка на бяло поле c4 · черен цар на бяло поле e4 · бяла дама на бяло поле h3 · бяла пешка на черно поле d2 · бяла пешка на черно поле f2 · черен кон на бяло поле g2 · черен кон на черно поле e1 · черен офицер на бяло поле h1 | черна пешка на бяло поле f7 · черна пешка на черно поле b6 · черна пешка на бяло поле e6 · бял цар на черно поле f6 · бяла пешка на бяло поле b5 · бял офицер на черно поле e5 · бяла пешка на черно поле g5 · бяла пешка на бяло поле c4 · черен цар на бяло поле e4 · бяла дама на бяло поле h3 · бяла пешка на черно поле d2 · бяла пешка на черно поле f2 · черен кон на бяло поле g2 · черен кон на черно поле e1 · черен офицер на бяло поле h1 | черна пешка на бяло поле f7 · черна пешка на черно поле b6 · черна пешка на бяло поле e6 · бял цар на черно поле f6 · бяла пешка на бяло поле b5 · бял офицер на черно поле e5 · бяла пешка на черно поле g5 · бяла пешка на бяло поле c4 · черен цар на бяло поле e4 · бяла дама на бяло поле h3 · бяла пешка на черно поле d2 · бяла пешка на черно поле f2 · черен кон на бяло поле g2 · черен кон на черно поле e1 · черен офицер на бяло поле h1 | черна пешка на бяло поле f7 · черна пешка на черно поле b6 · черна пешка на бяло поле e6 · бял цар на черно поле f6 · бяла пешка на бяло поле b5 · бял офицер на черно поле e5 · бяла пешка на черно поле g5 · бяла пешка на бяло поле c4 · черен цар на бяло поле e4 · бяла дама на бяло поле h3 · бяла пешка на черно поле d2 · бяла пешка на черно поле f2 · черен кон на бяло поле g2 · черен кон на черно поле e1 · черен офицер на бяло поле h1 | черна пешка на бяло поле f7 · черна пешка на черно поле b6 · черна пешка на бяло поле e6 · бял цар на черно поле f6 · бяла пешка на бяло поле b5 · бял офицер на черно поле e5 · бяла пешка на черно поле g5 · бяла пешка на бяло поле c4 · черен цар на бяло поле e4 · бяла дама на бяло поле h3 · бяла пешка на черно поле d2 · бяла пешка на черно поле f2 · черен кон на бяло поле g2 · черен кон на черно поле e1 · черен офицер на бяло поле h1 | черна пешка на бяло поле f7 · черна пешка на черно поле b6 · черна пешка на бяло поле e6 · бял цар на черно поле f6 · бяла пешка на бяло поле b5 · бял офицер на черно поле e5 · бяла пешка на черно поле g5 · бяла пешка на бяло поле c4 · черен цар на бяло поле e4 · бяла дама на бяло поле h3 · бяла пешка на черно поле d2 · бяла пешка на черно поле f2 · черен кон на бяло поле g2 · черен кон на черно поле e1 · черен офицер на бяло поле h1 | черна пешка на бяло поле f7 · черна пешка на черно поле b6 · черна пешка на бяло поле e6 · бял цар на черно поле f6 · бяла пешка на бяло поле b5 · бял офицер на черно поле e5 · бяла пешка на черно поле g5 · бяла пешка на бяло поле c4 · черен цар на бяло поле e4 · бяла дама на бяло поле h3 · бяла пешка на черно поле d2 · бяла пешка на черно поле f2 · черен кон на бяло поле g2 · черен кон на черно поле e1 · черен офицер на бяло поле h1 | 5 |
| 4 | черна пешка на бяло поле f7 · черна пешка на черно поле b6 · черна пешка на бяло поле e6 · бял цар на черно поле f6 · бяла пешка на бяло поле b5 · бял офицер на черно поле e5 · бяла пешка на черно поле g5 · бяла пешка на бяло поле c4 · черен цар на бяло поле e4 · бяла дама на бяло поле h3 · бяла пешка на черно поле d2 · бяла пешка на черно поле f2 · черен кон на бяло поле g2 · черен кон на черно поле e1 · черен офицер на бяло поле h1 | черна пешка на бяло поле f7 · черна пешка на черно поле b6 · черна пешка на бяло поле e6 · бял цар на черно поле f6 · бяла пешка на бяло поле b5 · бял офицер на черно поле e5 · бяла пешка на черно поле g5 · бяла пешка на бяло поле c4 · черен цар на бяло поле e4 · бяла дама на бяло поле h3 · бяла пешка на черно поле d2 · бяла пешка на черно поле f2 · черен кон на бяло поле g2 · черен кон на черно поле e1 · черен офицер на бяло поле h1 | черна пешка на бяло поле f7 · черна пешка на черно поле b6 · черна пешка на бяло поле e6 · бял цар на черно поле f6 · бяла пешка на бяло поле b5 · бял офицер на черно поле e5 · бяла пешка на черно поле g5 · бяла пешка на бяло поле c4 · черен цар на бяло поле e4 · бяла дама на бяло поле h3 · бяла пешка на черно поле d2 · бяла пешка на черно поле f2 · черен кон на бяло поле g2 · черен кон на черно поле e1 · черен офицер на бяло поле h1 | черна пешка на бяло поле f7 · черна пешка на черно поле b6 · черна пешка на бяло поле e6 · бял цар на черно поле f6 · бяла пешка на бяло поле b5 · бял офицер на черно поле e5 · бяла пешка на черно поле g5 · бяла пешка на бяло поле c4 · черен цар на бяло поле e4 · бяла дама на бяло поле h3 · бяла пешка на черно поле d2 · бяла пешка на черно поле f2 · черен кон на бяло поле g2 · черен кон на черно поле e1 · черен офицер на бяло поле h1 | черна пешка на бяло поле f7 · черна пешка на черно поле b6 · черна пешка на бяло поле e6 · бял цар на черно поле f6 · бяла пешка на бяло поле b5 · бял офицер на черно поле e5 · бяла пешка на черно поле g5 · бяла пешка на бяло поле c4 · черен цар на бяло поле e4 · бяла дама на бяло поле h3 · бяла пешка на черно поле d2 · бяла пешка на черно поле f2 · черен кон на бяло поле g2 · черен кон на черно поле e1 · черен офицер на бяло поле h1 | черна пешка на бяло поле f7 · черна пешка на черно поле b6 · черна пешка на бяло поле e6 · бял цар на черно поле f6 · бяла пешка на бяло поле b5 · бял офицер на черно поле e5 · бяла пешка на черно поле g5 · бяла пешка на бяло поле c4 · черен цар на бяло поле e4 · бяла дама на бяло поле h3 · бяла пешка на черно поле d2 · бяла пешка на черно поле f2 · черен кон на бяло поле g2 · черен кон на черно поле e1 · черен офицер на бяло поле h1 | черна пешка на бяло поле f7 · черна пешка на черно поле b6 · черна пешка на бяло поле e6 · бял цар на черно поле f6 · бяла пешка на бяло поле b5 · бял офицер на черно поле e5 · бяла пешка на черно поле g5 · бяла пешка на бяло поле c4 · черен цар на бяло поле e4 · бяла дама на бяло поле h3 · бяла пешка на черно поле d2 · бяла пешка на черно поле f2 · черен кон на бяло поле g2 · черен кон на черно поле e1 · черен офицер на бяло поле h1 | черна пешка на бяло поле f7 · черна пешка на черно поле b6 · черна пешка на бяло поле e6 · бял цар на черно поле f6 · бяла пешка на бяло поле b5 · бял офицер на черно поле e5 · бяла пешка на черно поле g5 · бяла пешка на бяло поле c4 · черен цар на бяло поле e4 · бяла дама на бяло поле h3 · бяла пешка на черно поле d2 · бяла пешка на черно поле f2 · черен кон на бяло поле g2 · черен кон на черно поле e1 · черен офицер на бяло поле h1 | 4 |
| 3 | черна пешка на бяло поле f7 · черна пешка на черно поле b6 · черна пешка на бяло поле e6 · бял цар на черно поле f6 · бяла пешка на бяло поле b5 · бял офицер на черно поле e5 · бяла пешка на черно поле g5 · бяла пешка на бяло поле c4 · черен цар на бяло поле e4 · бяла дама на бяло поле h3 · бяла пешка на черно поле d2 · бяла пешка на черно поле f2 · черен кон на бяло поле g2 · черен кон на черно поле e1 · черен офицер на бяло поле h1 | черна пешка на бяло поле f7 · черна пешка на черно поле b6 · черна пешка на бяло поле e6 · бял цар на черно поле f6 · бяла пешка на бяло поле b5 · бял офицер на черно поле e5 · бяла пешка на черно поле g5 · бяла пешка на бяло поле c4 · черен цар на бяло поле e4 · бяла дама на бяло поле h3 · бяла пешка на черно поле d2 · бяла пешка на черно поле f2 · черен кон на бяло поле g2 · черен кон на черно поле e1 · черен офицер на бяло поле h1 | черна пешка на бяло поле f7 · черна пешка на черно поле b6 · черна пешка на бяло поле e6 · бял цар на черно поле f6 · бяла пешка на бяло поле b5 · бял офицер на черно поле e5 · бяла пешка на черно поле g5 · бяла пешка на бяло поле c4 · черен цар на бяло поле e4 · бяла дама на бяло поле h3 · бяла пешка на черно поле d2 · бяла пешка на черно поле f2 · черен кон на бяло поле g2 · черен кон на черно поле e1 · черен офицер на бяло поле h1 | черна пешка на бяло поле f7 · черна пешка на черно поле b6 · черна пешка на бяло поле e6 · бял цар на черно поле f6 · бяла пешка на бяло поле b5 · бял офицер на черно поле e5 · бяла пешка на черно поле g5 · бяла пешка на бяло поле c4 · черен цар на бяло поле e4 · бяла дама на бяло поле h3 · бяла пешка на черно поле d2 · бяла пешка на черно поле f2 · черен кон на бяло поле g2 · черен кон на черно поле e1 · черен офицер на бяло поле h1 | черна пешка на бяло поле f7 · черна пешка на черно поле b6 · черна пешка на бяло поле e6 · бял цар на черно поле f6 · бяла пешка на бяло поле b5 · бял офицер на черно поле e5 · бяла пешка на черно поле g5 · бяла пешка на бяло поле c4 · черен цар на бяло поле e4 · бяла дама на бяло поле h3 · бяла пешка на черно поле d2 · бяла пешка на черно поле f2 · черен кон на бяло поле g2 · черен кон на черно поле e1 · черен офицер на бяло поле h1 | черна пешка на бяло поле f7 · черна пешка на черно поле b6 · черна пешка на бяло поле e6 · бял цар на черно поле f6 · бяла пешка на бяло поле b5 · бял офицер на черно поле e5 · бяла пешка на черно поле g5 · бяла пешка на бяло поле c4 · черен цар на бяло поле e4 · бяла дама на бяло поле h3 · бяла пешка на черно поле d2 · бяла пешка на черно поле f2 · черен кон на бяло поле g2 · черен кон на черно поле e1 · черен офицер на бяло поле h1 | черна пешка на бяло поле f7 · черна пешка на черно поле b6 · черна пешка на бяло поле e6 · бял цар на черно поле f6 · бяла пешка на бяло поле b5 · бял офицер на черно поле e5 · бяла пешка на черно поле g5 · бяла пешка на бяло поле c4 · черен цар на бяло поле e4 · бяла дама на бяло поле h3 · бяла пешка на черно поле d2 · бяла пешка на черно поле f2 · черен кон на бяло поле g2 · черен кон на черно поле e1 · черен офицер на бяло поле h1 | черна пешка на бяло поле f7 · черна пешка на черно поле b6 · черна пешка на бяло поле e6 · бял цар на черно поле f6 · бяла пешка на бяло поле b5 · бял офицер на черно поле e5 · бяла пешка на черно поле g5 · бяла пешка на бяло поле c4 · черен цар на бяло поле e4 · бяла дама на бяло поле h3 · бяла пешка на черно поле d2 · бяла пешка на черно поле f2 · черен кон на бяло поле g2 · черен кон на черно поле e1 · черен офицер на бяло поле h1 | 3 |
| 2 | черна пешка на бяло поле f7 · черна пешка на черно поле b6 · черна пешка на бяло поле e6 · бял цар на черно поле f6 · бяла пешка на бяло поле b5 · бял офицер на черно поле e5 · бяла пешка на черно поле g5 · бяла пешка на бяло поле c4 · черен цар на бяло поле e4 · бяла дама на бяло поле h3 · бяла пешка на черно поле d2 · бяла пешка на черно поле f2 · черен кон на бяло поле g2 · черен кон на черно поле e1 · черен офицер на бяло поле h1 | черна пешка на бяло поле f7 · черна пешка на черно поле b6 · черна пешка на бяло поле e6 · бял цар на черно поле f6 · бяла пешка на бяло поле b5 · бял офицер на черно поле e5 · бяла пешка на черно поле g5 · бяла пешка на бяло поле c4 · черен цар на бяло поле e4 · бяла дама на бяло поле h3 · бяла пешка на черно поле d2 · бяла пешка на черно поле f2 · черен кон на бяло поле g2 · черен кон на черно поле e1 · черен офицер на бяло поле h1 | черна пешка на бяло поле f7 · черна пешка на черно поле b6 · черна пешка на бяло поле e6 · бял цар на черно поле f6 · бяла пешка на бяло поле b5 · бял офицер на черно поле e5 · бяла пешка на черно поле g5 · бяла пешка на бяло поле c4 · черен цар на бяло поле e4 · бяла дама на бяло поле h3 · бяла пешка на черно поле d2 · бяла пешка на черно поле f2 · черен кон на бяло поле g2 · черен кон на черно поле e1 · черен офицер на бяло поле h1 | черна пешка на бяло поле f7 · черна пешка на черно поле b6 · черна пешка на бяло поле e6 · бял цар на черно поле f6 · бяла пешка на бяло поле b5 · бял офицер на черно поле e5 · бяла пешка на черно поле g5 · бяла пешка на бяло поле c4 · черен цар на бяло поле e4 · бяла дама на бяло поле h3 · бяла пешка на черно поле d2 · бяла пешка на черно поле f2 · черен кон на бяло поле g2 · черен кон на черно поле e1 · черен офицер на бяло поле h1 | черна пешка на бяло поле f7 · черна пешка на черно поле b6 · черна пешка на бяло поле e6 · бял цар на черно поле f6 · бяла пешка на бяло поле b5 · бял офицер на черно поле e5 · бяла пешка на черно поле g5 · бяла пешка на бяло поле c4 · черен цар на бяло поле e4 · бяла дама на бяло поле h3 · бяла пешка на черно поле d2 · бяла пешка на черно поле f2 · черен кон на бяло поле g2 · черен кон на черно поле e1 · черен офицер на бяло поле h1 | черна пешка на бяло поле f7 · черна пешка на черно поле b6 · черна пешка на бяло поле e6 · бял цар на черно поле f6 · бяла пешка на бяло поле b5 · бял офицер на черно поле e5 · бяла пешка на черно поле g5 · бяла пешка на бяло поле c4 · черен цар на бяло поле e4 · бяла дама на бяло поле h3 · бяла пешка на черно поле d2 · бяла пешка на черно поле f2 · черен кон на бяло поле g2 · черен кон на черно поле e1 · черен офицер на бяло поле h1 | черна пешка на бяло поле f7 · черна пешка на черно поле b6 · черна пешка на бяло поле e6 · бял цар на черно поле f6 · бяла пешка на бяло поле b5 · бял офицер на черно поле e5 · бяла пешка на черно поле g5 · бяла пешка на бяло поле c4 · черен цар на бяло поле e4 · бяла дама на бяло поле h3 · бяла пешка на черно поле d2 · бяла пешка на черно поле f2 · черен кон на бяло поле g2 · черен кон на черно поле e1 · черен офицер на бяло поле h1 | черна пешка на бяло поле f7 · черна пешка на черно поле b6 · черна пешка на бяло поле e6 · бял цар на черно поле f6 · бяла пешка на бяло поле b5 · бял офицер на черно поле e5 · бяла пешка на черно поле g5 · бяла пешка на бяло поле c4 · черен цар на бяло поле e4 · бяла дама на бяло поле h3 · бяла пешка на черно поле d2 · бяла пешка на черно поле f2 · черен кон на бяло поле g2 · черен кон на черно поле e1 · черен офицер на бяло поле h1 | 2 |
| 1 | черна пешка на бяло поле f7 · черна пешка на черно поле b6 · черна пешка на бяло поле e6 · бял цар на черно поле f6 · бяла пешка на бяло поле b5 · бял офицер на черно поле e5 · бяла пешка на черно поле g5 · бяла пешка на бяло поле c4 · черен цар на бяло поле e4 · бяла дама на бяло поле h3 · бяла пешка на черно поле d2 · бяла пешка на черно поле f2 · черен кон на бяло поле g2 · черен кон на черно поле e1 · черен офицер на бяло поле h1 | черна пешка на бяло поле f7 · черна пешка на черно поле b6 · черна пешка на бяло поле e6 · бял цар на черно поле f6 · бяла пешка на бяло поле b5 · бял офицер на черно поле e5 · бяла пешка на черно поле g5 · бяла пешка на бяло поле c4 · черен цар на бяло поле e4 · бяла дама на бяло поле h3 · бяла пешка на черно поле d2 · бяла пешка на черно поле f2 · черен кон на бяло поле g2 · черен кон на черно поле e1 · черен офицер на бяло поле h1 | черна пешка на бяло поле f7 · черна пешка на черно поле b6 · черна пешка на бяло поле e6 · бял цар на черно поле f6 · бяла пешка на бяло поле b5 · бял офицер на черно поле e5 · бяла пешка на черно поле g5 · бяла пешка на бяло поле c4 · черен цар на бяло поле e4 · бяла дама на бяло поле h3 · бяла пешка на черно поле d2 · бяла пешка на черно поле f2 · черен кон на бяло поле g2 · черен кон на черно поле e1 · черен офицер на бяло поле h1 | черна пешка на бяло поле f7 · черна пешка на черно поле b6 · черна пешка на бяло поле e6 · бял цар на черно поле f6 · бяла пешка на бяло поле b5 · бял офицер на черно поле e5 · бяла пешка на черно поле g5 · бяла пешка на бяло поле c4 · черен цар на бяло поле e4 · бяла дама на бяло поле h3 · бяла пешка на черно поле d2 · бяла пешка на черно поле f2 · черен кон на бяло поле g2 · черен кон на черно поле e1 · черен офицер на бяло поле h1 | черна пешка на бяло поле f7 · черна пешка на черно поле b6 · черна пешка на бяло поле e6 · бял цар на черно поле f6 · бяла пешка на бяло поле b5 · бял офицер на черно поле e5 · бяла пешка на черно поле g5 · бяла пешка на бяло поле c4 · черен цар на бяло поле e4 · бяла дама на бяло поле h3 · бяла пешка на черно поле d2 · бяла пешка на черно поле f2 · черен кон на бяло поле g2 · черен кон на черно поле e1 · черен офицер на бяло поле h1 | черна пешка на бяло поле f7 · черна пешка на черно поле b6 · черна пешка на бяло поле e6 · бял цар на черно поле f6 · бяла пешка на бяло поле b5 · бял офицер на черно поле e5 · бяла пешка на черно поле g5 · бяла пешка на бяло поле c4 · черен цар на бяло поле e4 · бяла дама на бяло поле h3 · бяла пешка на черно поле d2 · бяла пешка на черно поле f2 · черен кон на бяло поле g2 · черен кон на черно поле e1 · черен офицер на бяло поле h1 | черна пешка на бяло поле f7 · черна пешка на черно поле b6 · черна пешка на бяло поле e6 · бял цар на черно поле f6 · бяла пешка на бяло поле b5 · бял офицер на черно поле e5 · бяла пешка на черно поле g5 · бяла пешка на бяло поле c4 · черен цар на бяло поле e4 · бяла дама на бяло поле h3 · бяла пешка на черно поле d2 · бяла пешка на черно поле f2 · черен кон на бяло поле g2 · черен кон на черно поле e1 · черен офицер на бяло поле h1 | черна пешка на бяло поле f7 · черна пешка на черно поле b6 · черна пешка на бяло поле e6 · бял цар на черно поле f6 · бяла пешка на бяло поле b5 · бял офицер на черно поле e5 · бяла пешка на черно поле g5 · бяла пешка на бяло поле c4 · черен цар на бяло поле e4 · бяла дама на бяло поле h3 · бяла пешка на черно поле d2 · бяла пешка на черно поле f2 · черен кон на бяло поле g2 · черен кон на черно поле e1 · черен офицер на бяло поле h1 | 1 |
|   | a | b | c | d | e | f | g | h |   |

Задача-блок от махален тип (перпетуум-мобиле)

В началната позиция са готови матове на всички ходове на черните:

1...Кe~ 2.d3#,

1...Кd3 2.f3#,

1...Кf3 2.Дh7#,

1...Kg~ 2.Дe3#.

След 1.Дa3! (цугцванг) матовете в главните варианти се променят:

1...Кe~ 2.f3#,

1...Кd3 2.Да8#,

1...Кf3 2.d3#,

(1...Kg~ 2.Дe3#).

b) След първия ход на решението (1.Да3) възниква нова задача, в която решава връщане към началната позиция на първата задача: 1.Дh3!
|   | a | b | c | d | e | f | g | h |   |
| 8 | черен цар на бяло поле e8 · бял офицер на черно поле f8 · черна пешка на черно поле a7 · бяла пешка на черно поле e7 · черна дама на бяло поле a6 · бял кон на бяло поле b5 · бял кон на черно поле e5 · бял офицер на бяло поле a4 · бял цар на бяло поле e2 | черен цар на бяло поле e8 · бял офицер на черно поле f8 · черна пешка на черно поле a7 · бяла пешка на черно поле e7 · черна дама на бяло поле a6 · бял кон на бяло поле b5 · бял кон на черно поле e5 · бял офицер на бяло поле a4 · бял цар на бяло поле e2 | черен цар на бяло поле e8 · бял офицер на черно поле f8 · черна пешка на черно поле a7 · бяла пешка на черно поле e7 · черна дама на бяло поле a6 · бял кон на бяло поле b5 · бял кон на черно поле e5 · бял офицер на бяло поле a4 · бял цар на бяло поле e2 | черен цар на бяло поле e8 · бял офицер на черно поле f8 · черна пешка на черно поле a7 · бяла пешка на черно поле e7 · черна дама на бяло поле a6 · бял кон на бяло поле b5 · бял кон на черно поле e5 · бял офицер на бяло поле a4 · бял цар на бяло поле e2 | черен цар на бяло поле e8 · бял офицер на черно поле f8 · черна пешка на черно поле a7 · бяла пешка на черно поле e7 · черна дама на бяло поле a6 · бял кон на бяло поле b5 · бял кон на черно поле e5 · бял офицер на бяло поле a4 · бял цар на бяло поле e2 | черен цар на бяло поле e8 · бял офицер на черно поле f8 · черна пешка на черно поле a7 · бяла пешка на черно поле e7 · черна дама на бяло поле a6 · бял кон на бяло поле b5 · бял кон на черно поле e5 · бял офицер на бяло поле a4 · бял цар на бяло поле e2 | черен цар на бяло поле e8 · бял офицер на черно поле f8 · черна пешка на черно поле a7 · бяла пешка на черно поле e7 · черна дама на бяло поле a6 · бял кон на бяло поле b5 · бял кон на черно поле e5 · бял офицер на бяло поле a4 · бял цар на бяло поле e2 | черен цар на бяло поле e8 · бял офицер на черно поле f8 · черна пешка на черно поле a7 · бяла пешка на черно поле e7 · черна дама на бяло поле a6 · бял кон на бяло поле b5 · бял кон на черно поле e5 · бял офицер на бяло поле a4 · бял цар на бяло поле e2 | 8 |
| 7 | черен цар на бяло поле e8 · бял офицер на черно поле f8 · черна пешка на черно поле a7 · бяла пешка на черно поле e7 · черна дама на бяло поле a6 · бял кон на бяло поле b5 · бял кон на черно поле e5 · бял офицер на бяло поле a4 · бял цар на бяло поле e2 | черен цар на бяло поле e8 · бял офицер на черно поле f8 · черна пешка на черно поле a7 · бяла пешка на черно поле e7 · черна дама на бяло поле a6 · бял кон на бяло поле b5 · бял кон на черно поле e5 · бял офицер на бяло поле a4 · бял цар на бяло поле e2 | черен цар на бяло поле e8 · бял офицер на черно поле f8 · черна пешка на черно поле a7 · бяла пешка на черно поле e7 · черна дама на бяло поле a6 · бял кон на бяло поле b5 · бял кон на черно поле e5 · бял офицер на бяло поле a4 · бял цар на бяло поле e2 | черен цар на бяло поле e8 · бял офицер на черно поле f8 · черна пешка на черно поле a7 · бяла пешка на черно поле e7 · черна дама на бяло поле a6 · бял кон на бяло поле b5 · бял кон на черно поле e5 · бял офицер на бяло поле a4 · бял цар на бяло поле e2 | черен цар на бяло поле e8 · бял офицер на черно поле f8 · черна пешка на черно поле a7 · бяла пешка на черно поле e7 · черна дама на бяло поле a6 · бял кон на бяло поле b5 · бял кон на черно поле e5 · бял офицер на бяло поле a4 · бял цар на бяло поле e2 | черен цар на бяло поле e8 · бял офицер на черно поле f8 · черна пешка на черно поле a7 · бяла пешка на черно поле e7 · черна дама на бяло поле a6 · бял кон на бяло поле b5 · бял кон на черно поле e5 · бял офицер на бяло поле a4 · бял цар на бяло поле e2 | черен цар на бяло поле e8 · бял офицер на черно поле f8 · черна пешка на черно поле a7 · бяла пешка на черно поле e7 · черна дама на бяло поле a6 · бял кон на бяло поле b5 · бял кон на черно поле e5 · бял офицер на бяло поле a4 · бял цар на бяло поле e2 | черен цар на бяло поле e8 · бял офицер на черно поле f8 · черна пешка на черно поле a7 · бяла пешка на черно поле e7 · черна дама на бяло поле a6 · бял кон на бяло поле b5 · бял кон на черно поле e5 · бял офицер на бяло поле a4 · бял цар на бяло поле e2 | 7 |
| 6 | черен цар на бяло поле e8 · бял офицер на черно поле f8 · черна пешка на черно поле a7 · бяла пешка на черно поле e7 · черна дама на бяло поле a6 · бял кон на бяло поле b5 · бял кон на черно поле e5 · бял офицер на бяло поле a4 · бял цар на бяло поле e2 | черен цар на бяло поле e8 · бял офицер на черно поле f8 · черна пешка на черно поле a7 · бяла пешка на черно поле e7 · черна дама на бяло поле a6 · бял кон на бяло поле b5 · бял кон на черно поле e5 · бял офицер на бяло поле a4 · бял цар на бяло поле e2 | черен цар на бяло поле e8 · бял офицер на черно поле f8 · черна пешка на черно поле a7 · бяла пешка на черно поле e7 · черна дама на бяло поле a6 · бял кон на бяло поле b5 · бял кон на черно поле e5 · бял офицер на бяло поле a4 · бял цар на бяло поле e2 | черен цар на бяло поле e8 · бял офицер на черно поле f8 · черна пешка на черно поле a7 · бяла пешка на черно поле e7 · черна дама на бяло поле a6 · бял кон на бяло поле b5 · бял кон на черно поле e5 · бял офицер на бяло поле a4 · бял цар на бяло поле e2 | черен цар на бяло поле e8 · бял офицер на черно поле f8 · черна пешка на черно поле a7 · бяла пешка на черно поле e7 · черна дама на бяло поле a6 · бял кон на бяло поле b5 · бял кон на черно поле e5 · бял офицер на бяло поле a4 · бял цар на бяло поле e2 | черен цар на бяло поле e8 · бял офицер на черно поле f8 · черна пешка на черно поле a7 · бяла пешка на черно поле e7 · черна дама на бяло поле a6 · бял кон на бяло поле b5 · бял кон на черно поле e5 · бял офицер на бяло поле a4 · бял цар на бяло поле e2 | черен цар на бяло поле e8 · бял офицер на черно поле f8 · черна пешка на черно поле a7 · бяла пешка на черно поле e7 · черна дама на бяло поле a6 · бял кон на бяло поле b5 · бял кон на черно поле e5 · бял офицер на бяло поле a4 · бял цар на бяло поле e2 | черен цар на бяло поле e8 · бял офицер на черно поле f8 · черна пешка на черно поле a7 · бяла пешка на черно поле e7 · черна дама на бяло поле a6 · бял кон на бяло поле b5 · бял кон на черно поле e5 · бял офицер на бяло поле a4 · бял цар на бяло поле e2 | 6 |
| 5 | черен цар на бяло поле e8 · бял офицер на черно поле f8 · черна пешка на черно поле a7 · бяла пешка на черно поле e7 · черна дама на бяло поле a6 · бял кон на бяло поле b5 · бял кон на черно поле e5 · бял офицер на бяло поле a4 · бял цар на бяло поле e2 | черен цар на бяло поле e8 · бял офицер на черно поле f8 · черна пешка на черно поле a7 · бяла пешка на черно поле e7 · черна дама на бяло поле a6 · бял кон на бяло поле b5 · бял кон на черно поле e5 · бял офицер на бяло поле a4 · бял цар на бяло поле e2 | черен цар на бяло поле e8 · бял офицер на черно поле f8 · черна пешка на черно поле a7 · бяла пешка на черно поле e7 · черна дама на бяло поле a6 · бял кон на бяло поле b5 · бял кон на черно поле e5 · бял офицер на бяло поле a4 · бял цар на бяло поле e2 | черен цар на бяло поле e8 · бял офицер на черно поле f8 · черна пешка на черно поле a7 · бяла пешка на черно поле e7 · черна дама на бяло поле a6 · бял кон на бяло поле b5 · бял кон на черно поле e5 · бял офицер на бяло поле a4 · бял цар на бяло поле e2 | черен цар на бяло поле e8 · бял офицер на черно поле f8 · черна пешка на черно поле a7 · бяла пешка на черно поле e7 · черна дама на бяло поле a6 · бял кон на бяло поле b5 · бял кон на черно поле e5 · бял офицер на бяло поле a4 · бял цар на бяло поле e2 | черен цар на бяло поле e8 · бял офицер на черно поле f8 · черна пешка на черно поле a7 · бяла пешка на черно поле e7 · черна дама на бяло поле a6 · бял кон на бяло поле b5 · бял кон на черно поле e5 · бял офицер на бяло поле a4 · бял цар на бяло поле e2 | черен цар на бяло поле e8 · бял офицер на черно поле f8 · черна пешка на черно поле a7 · бяла пешка на черно поле e7 · черна дама на бяло поле a6 · бял кон на бяло поле b5 · бял кон на черно поле e5 · бял офицер на бяло поле a4 · бял цар на бяло поле e2 | черен цар на бяло поле e8 · бял офицер на черно поле f8 · черна пешка на черно поле a7 · бяла пешка на черно поле e7 · черна дама на бяло поле a6 · бял кон на бяло поле b5 · бял кон на черно поле e5 · бял офицер на бяло поле a4 · бял цар на бяло поле e2 | 5 |
| 4 | черен цар на бяло поле e8 · бял офицер на черно поле f8 · черна пешка на черно поле a7 · бяла пешка на черно поле e7 · черна дама на бяло поле a6 · бял кон на бяло поле b5 · бял кон на черно поле e5 · бял офицер на бяло поле a4 · бял цар на бяло поле e2 | черен цар на бяло поле e8 · бял офицер на черно поле f8 · черна пешка на черно поле a7 · бяла пешка на черно поле e7 · черна дама на бяло поле a6 · бял кон на бяло поле b5 · бял кон на черно поле e5 · бял офицер на бяло поле a4 · бял цар на бяло поле e2 | черен цар на бяло поле e8 · бял офицер на черно поле f8 · черна пешка на черно поле a7 · бяла пешка на черно поле e7 · черна дама на бяло поле a6 · бял кон на бяло поле b5 · бял кон на черно поле e5 · бял офицер на бяло поле a4 · бял цар на бяло поле e2 | черен цар на бяло поле e8 · бял офицер на черно поле f8 · черна пешка на черно поле a7 · бяла пешка на черно поле e7 · черна дама на бяло поле a6 · бял кон на бяло поле b5 · бял кон на черно поле e5 · бял офицер на бяло поле a4 · бял цар на бяло поле e2 | черен цар на бяло поле e8 · бял офицер на черно поле f8 · черна пешка на черно поле a7 · бяла пешка на черно поле e7 · черна дама на бяло поле a6 · бял кон на бяло поле b5 · бял кон на черно поле e5 · бял офицер на бяло поле a4 · бял цар на бяло поле e2 | черен цар на бяло поле e8 · бял офицер на черно поле f8 · черна пешка на черно поле a7 · бяла пешка на черно поле e7 · черна дама на бяло поле a6 · бял кон на бяло поле b5 · бял кон на черно поле e5 · бял офицер на бяло поле a4 · бял цар на бяло поле e2 | черен цар на бяло поле e8 · бял офицер на черно поле f8 · черна пешка на черно поле a7 · бяла пешка на черно поле e7 · черна дама на бяло поле a6 · бял кон на бяло поле b5 · бял кон на черно поле e5 · бял офицер на бяло поле a4 · бял цар на бяло поле e2 | черен цар на бяло поле e8 · бял офицер на черно поле f8 · черна пешка на черно поле a7 · бяла пешка на черно поле e7 · черна дама на бяло поле a6 · бял кон на бяло поле b5 · бял кон на черно поле e5 · бял офицер на бяло поле a4 · бял цар на бяло поле e2 | 4 |
| 3 | черен цар на бяло поле e8 · бял офицер на черно поле f8 · черна пешка на черно поле a7 · бяла пешка на черно поле e7 · черна дама на бяло поле a6 · бял кон на бяло поле b5 · бял кон на черно поле e5 · бял офицер на бяло поле a4 · бял цар на бяло поле e2 | черен цар на бяло поле e8 · бял офицер на черно поле f8 · черна пешка на черно поле a7 · бяла пешка на черно поле e7 · черна дама на бяло поле a6 · бял кон на бяло поле b5 · бял кон на черно поле e5 · бял офицер на бяло поле a4 · бял цар на бяло поле e2 | черен цар на бяло поле e8 · бял офицер на черно поле f8 · черна пешка на черно поле a7 · бяла пешка на черно поле e7 · черна дама на бяло поле a6 · бял кон на бяло поле b5 · бял кон на черно поле e5 · бял офицер на бяло поле a4 · бял цар на бяло поле e2 | черен цар на бяло поле e8 · бял офицер на черно поле f8 · черна пешка на черно поле a7 · бяла пешка на черно поле e7 · черна дама на бяло поле a6 · бял кон на бяло поле b5 · бял кон на черно поле e5 · бял офицер на бяло поле a4 · бял цар на бяло поле e2 | черен цар на бяло поле e8 · бял офицер на черно поле f8 · черна пешка на черно поле a7 · бяла пешка на черно поле e7 · черна дама на бяло поле a6 · бял кон на бяло поле b5 · бял кон на черно поле e5 · бял офицер на бяло поле a4 · бял цар на бяло поле e2 | черен цар на бяло поле e8 · бял офицер на черно поле f8 · черна пешка на черно поле a7 · бяла пешка на черно поле e7 · черна дама на бяло поле a6 · бял кон на бяло поле b5 · бял кон на черно поле e5 · бял офицер на бяло поле a4 · бял цар на бяло поле e2 | черен цар на бяло поле e8 · бял офицер на черно поле f8 · черна пешка на черно поле a7 · бяла пешка на черно поле e7 · черна дама на бяло поле a6 · бял кон на бяло поле b5 · бял кон на черно поле e5 · бял офицер на бяло поле a4 · бял цар на бяло поле e2 | черен цар на бяло поле e8 · бял офицер на черно поле f8 · черна пешка на черно поле a7 · бяла пешка на черно поле e7 · черна дама на бяло поле a6 · бял кон на бяло поле b5 · бял кон на черно поле e5 · бял офицер на бяло поле a4 · бял цар на бяло поле e2 | 3 |
| 2 | черен цар на бяло поле e8 · бял офицер на черно поле f8 · черна пешка на черно поле a7 · бяла пешка на черно поле e7 · черна дама на бяло поле a6 · бял кон на бяло поле b5 · бял кон на черно поле e5 · бял офицер на бяло поле a4 · бял цар на бяло поле e2 | черен цар на бяло поле e8 · бял офицер на черно поле f8 · черна пешка на черно поле a7 · бяла пешка на черно поле e7 · черна дама на бяло поле a6 · бял кон на бяло поле b5 · бял кон на черно поле e5 · бял офицер на бяло поле a4 · бял цар на бяло поле e2 | черен цар на бяло поле e8 · бял офицер на черно поле f8 · черна пешка на черно поле a7 · бяла пешка на черно поле e7 · черна дама на бяло поле a6 · бял кон на бяло поле b5 · бял кон на черно поле e5 · бял офицер на бяло поле a4 · бял цар на бяло поле e2 | черен цар на бяло поле e8 · бял офицер на черно поле f8 · черна пешка на черно поле a7 · бяла пешка на черно поле e7 · черна дама на бяло поле a6 · бял кон на бяло поле b5 · бял кон на черно поле e5 · бял офицер на бяло поле a4 · бял цар на бяло поле e2 | черен цар на бяло поле e8 · бял офицер на черно поле f8 · черна пешка на черно поле a7 · бяла пешка на черно поле e7 · черна дама на бяло поле a6 · бял кон на бяло поле b5 · бял кон на черно поле e5 · бял офицер на бяло поле a4 · бял цар на бяло поле e2 | черен цар на бяло поле e8 · бял офицер на черно поле f8 · черна пешка на черно поле a7 · бяла пешка на черно поле e7 · черна дама на бяло поле a6 · бял кон на бяло поле b5 · бял кон на черно поле e5 · бял офицер на бяло поле a4 · бял цар на бяло поле e2 | черен цар на бяло поле e8 · бял офицер на черно поле f8 · черна пешка на черно поле a7 · бяла пешка на черно поле e7 · черна дама на бяло поле a6 · бял кон на бяло поле b5 · бял кон на черно поле e5 · бял офицер на бяло поле a4 · бял цар на бяло поле e2 | черен цар на бяло поле e8 · бял офицер на черно поле f8 · черна пешка на черно поле a7 · бяла пешка на черно поле e7 · черна дама на бяло поле a6 · бял кон на бяло поле b5 · бял кон на черно поле e5 · бял офицер на бяло поле a4 · бял цар на бяло поле e2 | 2 |
| 1 | черен цар на бяло поле e8 · бял офицер на черно поле f8 · черна пешка на черно поле a7 · бяла пешка на черно поле e7 · черна дама на бяло поле a6 · бял кон на бяло поле b5 · бял кон на черно поле e5 · бял офицер на бяло поле a4 · бял цар на бяло поле e2 | черен цар на бяло поле e8 · бял офицер на черно поле f8 · черна пешка на черно поле a7 · бяла пешка на черно поле e7 · черна дама на бяло поле a6 · бял кон на бяло поле b5 · бял кон на черно поле e5 · бял офицер на бяло поле a4 · бял цар на бяло поле e2 | черен цар на бяло поле e8 · бял офицер на черно поле f8 · черна пешка на черно поле a7 · бяла пешка на черно поле e7 · черна дама на бяло поле a6 · бял кон на бяло поле b5 · бял кон на черно поле e5 · бял офицер на бяло поле a4 · бял цар на бяло поле e2 | черен цар на бяло поле e8 · бял офицер на черно поле f8 · черна пешка на черно поле a7 · бяла пешка на черно поле e7 · черна дама на бяло поле a6 · бял кон на бяло поле b5 · бял кон на черно поле e5 · бял офицер на бяло поле a4 · бял цар на бяло поле e2 | черен цар на бяло поле e8 · бял офицер на черно поле f8 · черна пешка на черно поле a7 · бяла пешка на черно поле e7 · черна дама на бяло поле a6 · бял кон на бяло поле b5 · бял кон на черно поле e5 · бял офицер на бяло поле a4 · бял цар на бяло поле e2 | черен цар на бяло поле e8 · бял офицер на черно поле f8 · черна пешка на черно поле a7 · бяла пешка на черно поле e7 · черна дама на бяло поле a6 · бял кон на бяло поле b5 · бял кон на черно поле e5 · бял офицер на бяло поле a4 · бял цар на бяло поле e2 | черен цар на бяло поле e8 · бял офицер на черно поле f8 · черна пешка на черно поле a7 · бяла пешка на черно поле e7 · черна дама на бяло поле a6 · бял кон на бяло поле b5 · бял кон на черно поле e5 · бял офицер на бяло поле a4 · бял цар на бяло поле e2 | черен цар на бяло поле e8 · бял офицер на черно поле f8 · черна пешка на черно поле a7 · бяла пешка на черно поле e7 · черна дама на бяло поле a6 · бял кон на бяло поле b5 · бял кон на черно поле e5 · бял офицер на бяло поле a4 · бял цар на бяло поле e2 | 1 |
|   | a | b | c | d | e | f | g | h |   |

Класическа псевдодвуходовка

В началната позиция всичко е готово (черните са в цугцванг):

1...Д~ 2.Kc7(Кd6)#.

Белите предават реда на хода с помощта на типова маневра — царския „триъгълник“:

1.Цe1! Дa5+ 2.Цf1 Да6 3.Це2!

Възникна началната позиция на задачата, но с ход на черните.

3...Д~ 4.Kc7(Кd6)#, 3...Д:b5+ 4.О:b5#.